# العلاقات الفرنسية القبرصية
العلاقات الفرنسية القبرصية هي العلاقات الثنائية التي تجمع بين فرنسا وقبرص.

## مقارنة بين البلدين
هذه مقارنة عامة ومرجعية للدولتين:
| وجه المقارنة                                              | فرنسا                                                    | قبرص                                                                 |
| --------------------------------------------------------- | -------------------------------------------------------- | -------------------------------------------------------------------- |
| المساحة (كم2)                                             | 643.80 ألف                                               | 9.24 ألف                                                             |
| عدد السكان (نسمة)                                         | 67.12 مليون                                              | 1.14 مليون                                                           |
| الكثافة السكانية (ن./كم²)                                 | 104.26                                                   | 123.38                                                               |
| العاصمة                                                   | باريس                                                    | نيقوسيا                                                              |
| اللغة الرسمية                                             | لغة فرنسية                                               | اليونانية الحديثة، اللغة التركية، لغة يونانية                        |
| العملة                                                    | يورو، فرنك س ف ب، فرنك فرنسي، Livre tournois ‏            | يورو، جنيه قبرصي                                                     |
| الناتج المحلي الإجمالي (بليون دولار)                      | 2.58 تريليون                                             | 21.65 مليار                                                          |
| الناتج المحلي الإجمالي (تعادل القوة الشرائية) بليون دولار | 2.87 تريليون                                             | 26.73 مليار                                                          |
| الناتج المحلي الإجمالي الاسمي للفرد دولار أمريكي          | 36.20 ألف                                                | 23.24 ألف                                                            |
| الناتج المحلي الإجمالي للفرد دولار أمريكي                 | 39.33 ألف                                                | 30.24 ألف                                                            |
| مؤشر التنمية البشرية                                      | 0.888                                                    | 0.850                                                                |
| رمز المكالمات الدولي                                      | +33                                                      | +357                                                                 |
| رمز الإنترنت                                              | .fr، .bzh ‏، .tf، .re، .wf، .yt، .pm، .paris              | .cy                                                                  |
| المنطقة الزمنية                                           | أوروبا/باريس ‏، توقيت وسط أوروبا، توقيت وسط أوروبا الصيفي | ت ع م+02:00، ت ع م+03:00، توقيت شرق أوروبا، توقيت شرق أوروبا الصيفي ‏ |

## مدن متوأمة
في ما يلي قائمة باتفاقيات التوأمة بين مدن فرنسية وقبرصية:
- ترتبط Combs-la-Ville [الإنجليزية]‏ مع دالي باتفاقية توأمة منذ 8 أكتوبر 1978.[17]
- ترتبط Lusignan, Vienne [الإنجليزية]‏ مع Pano Lefkara [الإنجليزية]‏ باتفاقية توأمة منذ 1997.[18]
- ترتبط Saint-Cyr-sur-Loire [الإنجليزية]‏ مع Morphou [الإنجليزية]‏ باتفاقية توأمة.[19]
- ترتبط أجاكسيو مع Larnaca Municipality  [لغات أخرى]‏ باتفاقية توأمة منذ 10 يناير 1989.[20]
- ترتبط مارسيليا مع ليماسول  [لغات أخرى]‏ باتفاقية توأمة منذ 1958.[21][21][22][22]
- ترتبط غرانفيل مع Agros, Cyprus [الإنجليزية]‏ باتفاقية توأمة.

## منظمات دولية مشتركة
يشترك البلدان في عضوية مجموعة من المنظمات الدولية، منها:
| علم المنظمة | اسم المنظمة                               | تاريخ انضمام فرنسا | تاريخ انضمام قبرص |
| ----------- | ----------------------------------------- | ------------------ | ----------------- |
|             | المنظمة الأوروبية لسلامة الملاحة الجوية   | 1960               | 1991              |
|             | المنظمة الهيدروغرافية الدولية             | ?                  | ?                 |
|             | منظمة الشرطة الجنائية الدولية             | ?                  | ?                 |
|             | الاتحاد البريدي العالمي                   | ?                  | ?                 |
|             | منظمة التجارة العالمية                    | 1995               | ?                 |
|             | الفريق المعني برصد الأرض                  | ?                  | ?                 |
|             | مجموعة الموردين النوويين                  | ?                  | ?                 |
|             | مؤسسة التنمية الدولية                     | 30 ديسمبر 1960     | 2 مارس 1962       |
|             | منظمة الأمن والتعاون في أوروبا            | 25 يونيو 1973      | 25 يونيو 1973     |
|             | مؤسسة التمويل الدولية                     | 20 يوليو 1956      | 2 مارس 1962       |
|             | مجلس أوروبا                               | 5 مايو 1949        | ?                 |
|             | منظمة حظر الأسلحة الكيميائية              | ?                  | ?                 |
|             | الأمم المتحدة                             | 24 أكتوبر 1945     | 20 سبتمبر 1960    |
|             | الاتحاد الدولي للاتصالات                  | 1866               | 24 أبريل 1961     |
|             | الاتحاد الأوروبي                          | 25 مارس 1957       | 1 مايو 2004       |
|             | البنك الدولي للإنشاء والتعمير             | 27 ديسمبر 1945     | 21 ديسمبر 1961    |
|             | مجموعة أستراليا                           | 1985               | 2000              |
|             | المركز الدولي لتسوية المنازعات الاستشارية | 20 سبتمبر 1967     | 25 ديسمبر 1966    |
|             | وكالة ضمان الاستثمار متعدد الأطراف        | 28 ديسمبر 1989     | 12 أبريل 1988     |
|             | يونسكو                                    | 4 نوفمبر 1946      | 6 فبراير 1961     |

## أعلام
هذه قائمة لبعض الشخصيات التي تربطها علاقات بالبلدين:
- آن الفرنسية (3 أبريل 1461 – 14 نوفمبر 1522)
- جان دوقة بيري (قسة فرنسية، 23 أبريل 1464 – 4 فبراير 1505)
- ديامس (27 يوليو 1980 – )
- شارل الثامن ملك فرنسا (30 يونيو 1470 – 7 أبريل 1498)
- شارلوت من سافوي (11 نوفمبر 1441 – 1 ديسمبر 1483)
- فرانسوا الأول ملك فرنسا (سياسي فرنسي، 12 سبتمبر 1494[30] – 31 مارس 1547[30])

## وصلات خارجية
- موقع وزارة الخارجية الفرنسية
- موقع وزارة الخارجية القبرصية